# Arrondissement de Rochechouart
L'arrondissement de Rochechouart est une division administrative française, située dans le département de la Haute-Vienne et la région Nouvelle-Aquitaine.
Le siège de la sous-préfecture est située à Rochechouart. Depuis le 20 janvier 2025, Aurélien Adamski est l'actuel sous-préfet de Rochechouart, 69e du nom. Il succède à Anne-Sophie Marcon.

## Composition

### Composition avant 2015
- canton d'Oradour-sur-Vayres
- canton de Rochechouart
- canton de Saint-Junien-Est
- canton de Saint-Junien-Ouest
- canton de Saint-Laurent-sur-Gorre
- canton de Saint-Mathieu

### Découpage communal depuis 2015
Depuis 2015, le nombre de communes des arrondissements varie chaque année soit du fait du redécoupage cantonal de 2014 qui a conduit à l'ajustement de périmètres de certains arrondissements, soit à la suite de la création de communes nouvelles. Le nombre de communes de l'arrondissement de Rochechouart reste quant à lui inchangé depuis 2015 et égal à 30.
Au 1er janvier 2024, l'arrondissement groupe les 30 communes suivantes :
1. Chaillac-sur-Vienne
2. Champagnac-la-Rivière
3. Champsac
4. La Chapelle-Montbrandeix
5. Chéronnac
6. Cognac-la-Forêt
7. Cussac
8. Dournazac
9. Gorre
10. Javerdat
11. Maisonnais-sur-Tardoire
12. Marval
13. Oradour-sur-Glane
14. Oradour-sur-Vayres
15. Pensol
16. Rochechouart
17. Saillat-sur-Vienne
18. Saint-Auvent
19. Saint-Bazile
20. Saint-Brice-sur-Vienne
21. Saint-Cyr
22. Saint-Junien
23. Saint-Laurent-sur-Gorre
24. Sainte-Marie-de-Vaux
25. Saint-Martin-de-Jussac
26. Saint-Mathieu
27. Saint-Victurnien
28. Les Salles-Lavauguyon
29. Vayres
30. Videix

## Démographie
En 2022, l'arrondissement comptait 37 725 habitants.
| 1968   | 1975   | 1982   | 1990   | 1999   | 2006   | 2011   | 2016   | 2021   |
| ------ | ------ | ------ | ------ | ------ | ------ | ------ | ------ | ------ |
| 39 444 | 37 673 | 36 749 | 36 263 | 35 334 | 37 181 | 37 721 | 37 817 | 37 689 |

| 2022   | - | - | - | - | - | - | - | - |
| ------ | - | - | - | - | - | - | - | - |
| 37 725 | - | - | - | - | - | - | - | - |